# エミール・バンヴェニスト
エミール・バンヴニスト（仏: Émile Benveniste [bɛ̃vǝnist], 1902年5月27日 - 1976年10月3日）は、フランスの言語学者。

## 人物・略歴
1902年、シリアのアレッポ生まれ（セファルディム）。ラビを目指し、パリのユダヤ教神学校に入学。この神学校に出講していたインド学の大家シルヴァン・レヴィに見出される。ソルボンヌ大学の同僚アントワーヌ・メイエに紹介され、メイエに師事。1927年には高等研究実習院の比較言語学・イラン語学講座をメイエから引継ぎ、1937年からはコレージュ・ド・フランスの比較文法の教授に就いた。1961年にはクロード・レヴィ＝ストロースや地理学者ピエール・グルー（Pierre Gourou）らとともに学術雑誌L'Homme. Revue française d'anthropologieを創刊した。

## 研究業績

### 比較言語学
比較言語学の分野では、インド・ヨーロッパ語族の研究で知られ、それらの諸制度の語彙の史的変遷を通じて西欧世界の無意識的構造を探究した。また、ソグド語文書やバクトリア碑文の解読などでも、秀れた業績を挙げた。その集大成である『インド＝ヨーロッパ諸制度語彙集』（1969年に2巻で刊）では、人類学・考古学・民族学・民俗学的観点から古代イラン語・ギリシア語・古代ゲルマン語・ゴート語・サンスクリット語・古代スラブ語・トカラ語・ヒッタイト語・古代アイルランド語その他に亘って膨大な言語史的事実をまとめた。

### 一般言語学（言語理論）
『一般言語学の諸問題』（Problèmes de linguistique générale）では、ソシュールの「ラング」の言語学の静態性を批判し、文法を超えた文の完結性（表意作用と指向性）に焦点を当て、個別、一回的なディスクールによる現実状況への参加を射程に収めた「ディスクール」の言語学を提唱。ポール・リクールらの物語論に影響を与えた。
また、ソシュールの言語記号と概念内容との恣意性原理に関しては、記号とその内容は社会文化的な文脈を持ち、その限りにおいて「必然性」を持つとして批判した（論文「言語記号の性質」）。

## 挿話
- 晩年は失語症にかかった。
- 社会学者ピエール・ブルデューは生徒のひとりであり、『インド＝ヨーロッパ諸制度語彙集』の編纂に協力し、各項目の冒頭に要約をつけることを助言した（前書きより）。
- 哲学者ジャック・デリダやアンリ・メショニックも論文で言及しており、フランスの思想界にも広く影響を与えた。
- 言語学者丸山圭三郎は、バンヴニストのソシュール批判（上記恣意性原理）に対して、文化的な必然性そのものもまた根本的には恣意的であるとして再批判した。『現代思想「ソシュール」特集号』（青土社）所収論文。

## 著書
- Essai de grammaire sogolienne (Paris, 1929)
- Origines de la formation des noms en indo-européen (Paris, 1935)
- Noms d'agent et noms d'action en indo-européen (Paris, 1948)
- Problémes de linguistique générale, I (Paris, 1966)
- Le vocabulaire des institutions indo-européennes, (2 vols., Paris, 1969)
- Problèmes du language (Paris, 1970)
- Problèmes de linguistique générale, II (Paris, 1974)

### 日本語訳
- 『一般言語学の諸問題』 岸本通夫監訳、みすず書房, 1983年、新装版2022年ほか
- 『インド=ヨーロッパ諸制度語彙集』 前田耕作監修、言叢社（全2巻）, 1986-1987年
「Ⅰ 経済・親族・社会」「Ⅱ 王権・法・宗教」、蔵持不三也、田口良司、渋谷利雄、鶴岡真弓、中村忠男、松枝到、檜枝陽一郎訳
- 『言葉と主体　一般言語学の諸問題』 阿部宏監訳、前島和也・川島浩一郎訳、岩波書店, 2013年
- 『ゾロアスター教論考』所収、前田耕作監訳、平凡社東洋文庫, 1996年、ワイド版2009年
田中昌司訳「主要なギリシア語文献に見るペルシア人の宗教」

## 二次文献
- Gilson, Étienne. L'être et l'essence. (Paris, 1948).
- Kristeva, Julia (dir.). "Épistémologie de la linguistique. Hommage Émile Benveniste", Langages, n° 24, Paris, décembre 1971.
- Lejeune, Philippe. Je est un autre. L'autobiographie et la littérature aux médias. Paris, 1980.
- Lotringer, Sylvère and Gora, Thomas (ed.), "Polyphonic Linguistics. The Many Voices of Émile Benveniste", Semiotica, 1981.
- Eagleton, Terry. Literary Theory. An Introduction. (Oxford, 1983). 大橋洋一訳『文学とは何か--現代批評理論への招待』岩波書店, 1985年
- Serbat, Guy (éd.). Émile Benveniste aujourd'hui (Paris, 1984).